# Salomon Oppenheim junior

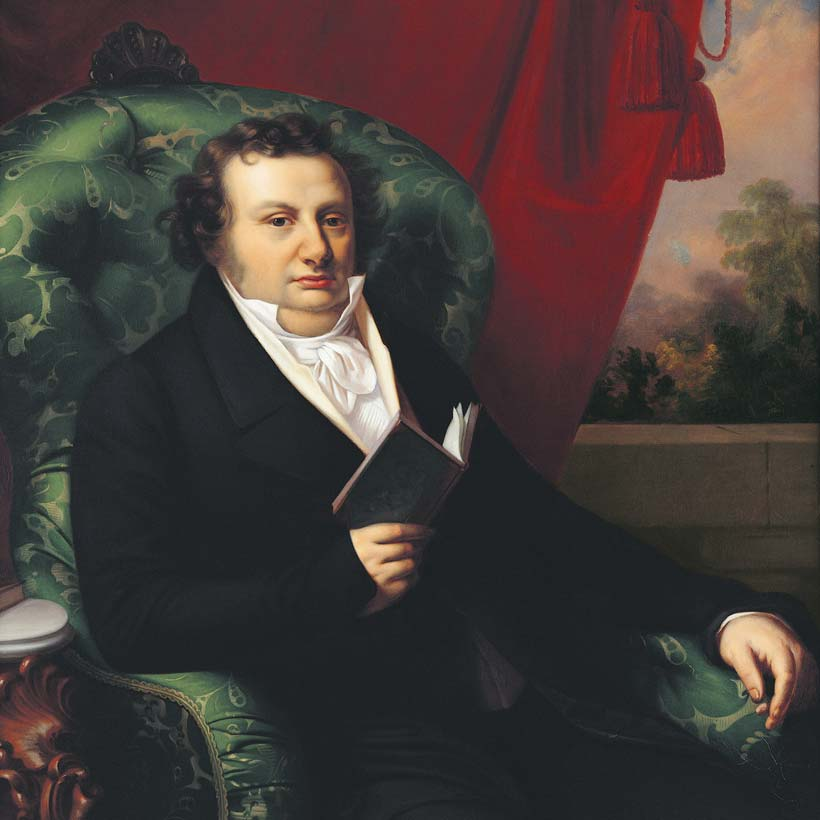
Joseph Weber, Salomon Oppenheim junior

Salomon Oppenheim junior (* 19. Juni 1772 in Bonn; † 8. November 1828 in Mainz) war ein deutscher Bankier. Er war der Begründer der bedeutenden Privatbank Sal. Oppenheim Jr. & Cie.

## Familie
Oppenheims Eltern waren der Bonner Kaufmann Hertz Salomon Oppenheim und dessen Ehefrau Helene Oppenheim geb. Seligmann.
Oppenheim war mit Deigen Levi (1775–1842) verheiratet, die sich später Therese Stein nannte. Sie war die Tochter eines Geschäftsmanns aus Dülmen. Mit ihr hatte er zwölf Kinder. Die Erben wurden die Söhne Abraham Oppenheim und Simon Oppenheim, die das Bankhaus erheblich ausbauten. Der Sohn Dagobert Oppenheim war Mitherausgeber der Rheinischen Zeitung und Eisenbahnunternehmer. Seine Tochter Betty Oppenheim heiratete Heinrich David Hertz aus Hamburg. Zusammen mit ihrem Ehemann konvertierte sie vom Judentum zum Christentum. Dieser Ehe entstammt Gustav Ferdinand Hertz. Der Physiker Heinrich Hertz ist wiederum dessen Sohn. Der Nobelpreisträger Gustav Hertz war ein Ur-Urenkel von Salomon Oppenheim.

## Leben
1789 gründete er in Bonn ein Kommissions- und Wechselhaus. Der Verwandte Samuel Wolff trat als stiller Teilhaber in das Geschäft ein. Durch seine Heirat mit der Tochter aus einer wohlhabenden Kaufmannsfamilie konnte Oppenheim seine finanzielle Basis weiter verbessern.
Im Jahr 1798, nach dem Ende Kurkölns und dem Ende Bonns als Residenzstadt, verlegte Oppenheim den Sitz seines Unternehmens nach Köln. Er war einer der ersten Juden, die sich nach einem über vierhundertjährigen Ansiedlungsverbot in der Stadt niederließen. Er gehörte zu den Wiederbegründern der jüdischen Gemeinde in Köln.
Wirtschaftlich war Oppenheim sehr erfolgreich. Zunächst waren Geld- und Handelsgeschäfte noch eng verbunden. Von großer Bedeutung war, dass ihm die französischen Besatzungsbehörden während der Franzosenzeit die Eintreibung der Judensteuer übertrugen. Auch betätigte er sich, wenn auch in begrenztem Umfang, im Immobiliengeschäft. Bereits im Jahr 1810 galt er nach Abraham Schaaffhausen als der bedeutendste Bankier in Köln. Er war das am höchsten besteuerte Mitglied der jüdischen Gemeinde. 1816 wurde sein Unternehmen erstmals als „Sal. Oppenheim jr. & Cie“ bezeichnet.
Zusammen mit dem Bankhaus Mendelssohn aus Berlin war Oppenheim ab 1818 mit der Organisation der französischen Kriegsentschädigungen an Preußen beauftragt. Zum Dank erhielt er später den Ehrentitel eines Königlich Preußischen Oberhofagenten.
Als erster Jude wurde er 1822 Mitglied der Kölner Handelskammer. Zu Beginn der 1820er Jahre begann er sich zunehmend der Finanzierung der entstehenden Industrie zuzuwenden. Dazu zählte sein Engagement beim Aufbau der Dampfschifffahrt auf dem Rhein und bei der Gründung von Transportversicherungen.